# Aveline’s Hole
Aveline's Hole in der Burrington Combe nahe der B3134 (Straße „The Combe“) ist eine kleine Höhle in den Mendip Hills in North Somerset in England und der älteste und größte wissenschaftlich untersuchte Grabplatz des Mesolithikums in Großbritannien. Die zwischen 8.400 und 8.200 v. Chr. deponierten menschlichen Knochenfragmente stammen von 21 relativ kleinen Individuen. 

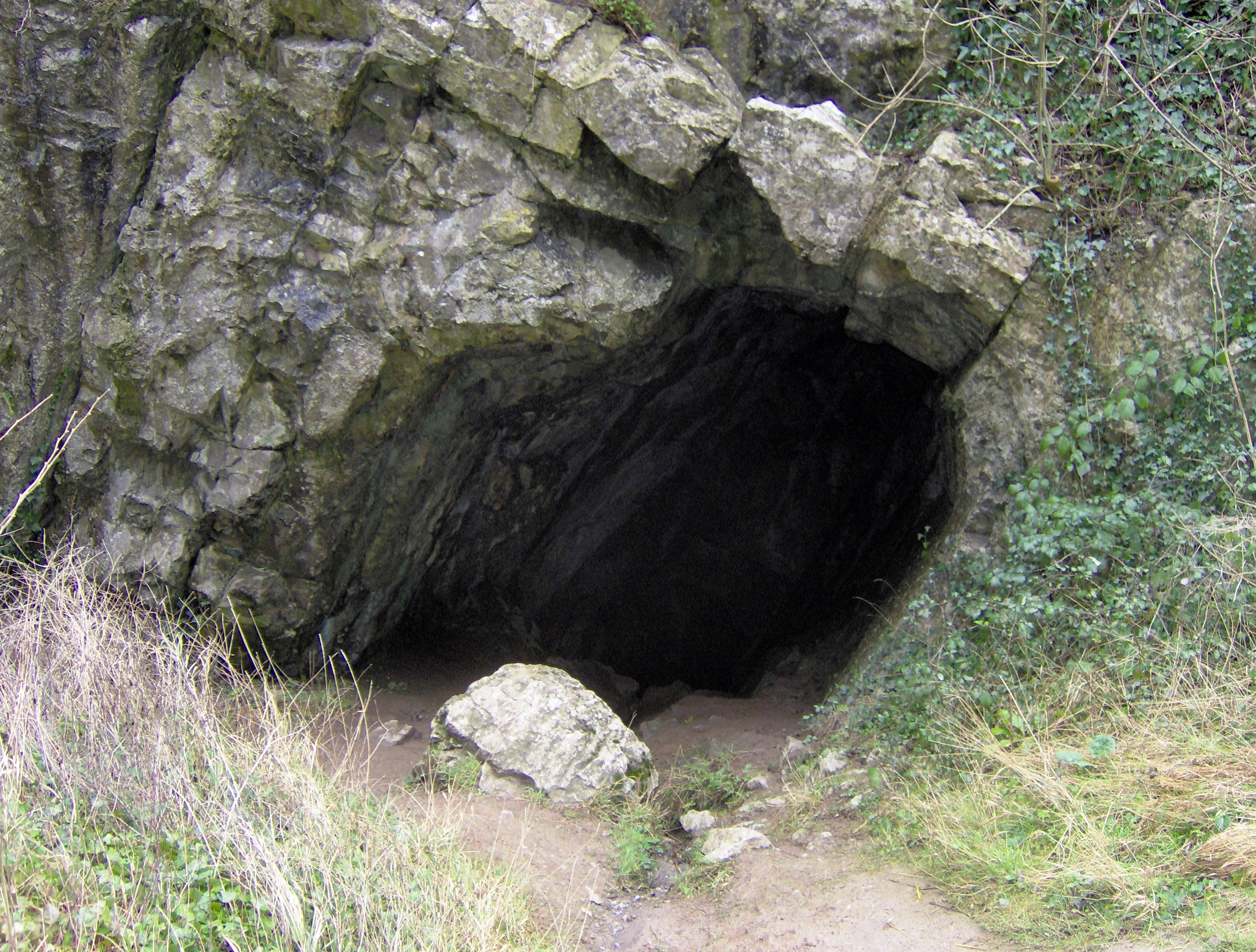
Eingang zu Aveline's Hole

Die Höhle wurde im Jahre 1797 von zwei Männern gefunden, die Kaninchen jagten. Sie wurde 1860 von William Boyd Dawkins (1837–1929) ausgegraben, der den Eingang vergrößerte und die Höhle nach seinem Mentor William Talbot Aveline (1822–1903) nannte. 
Die ältesten Berichte sprechen von Funden von Tierzähnen, einem Amulett und rotem Ocker. Eine Reihe von Kreuzen an der Höhlenwand stammt vermutlich aus der Zeit unmittelbar nach dem Ende der Eiszeit. Das Muster ist vergleichbar mit Ritzungen aus Dänemark, Deutschland und der Bretagne (Île d’Hœdic, Île Téviec). 
In der Höhle, die ein Scheduled Monument ist, wurden auch sieben (ältere) Ammoniten gefunden.